# Mönjeliljesläktet
Mönjeliljesläktet (Clivia) är ett växtsläkte i familjen amaryllisväxter med sex arter från Sydafrika.
Släktet innehåller fleråriga, städsegröna örter med kort jordstam och tjocka rötter. Bladen är remlika och sitter i två rader i spetsen på stammen, som hos några arter är ovanjordisk. Blommorna sitter samlade i en flock i spetsen av en bladlös blomstjälk. De är trattformade eller rörlika, vanligen orange. Arter med rörlika blommor är fågelpollinerade.

## Etymologi
Släktet är uppkallat efter hertiginnan av Northumberland, Lady Charlotte Florentine Clive, som var en av drottning Viktorias guvernanter.

## Systematik
Clivia tillhör tribus Haemantheae och skiljs från de nära släktingarna skärmliljesläktet (Haemanthus) och bolliljesläktet (Scadoxus) genom att sakna lökar.

## Odling
Placeras ljust, men med skydd mot stark sol.  Vattna regelbundet under tillväxtperioden, jorden skall torka upp något mellan vattningarna. Ge näring, men något mindre än rekommenderad dos. För mycket näring ger fula blad med "bölder". Under viloperioden från oktober till mars bör clivian stå på en sval, men ljus plats med sparsam vattning. Börja med regelbundet vattning från det att blomstjälken är cirka 15 cm. Clivia trivs bäst i relativt trånga krukor och bör inte planteras om för ofta. Vartannat år räcker.
De förökas lätt med frön eller delning. Rötterna är dock känsliga för störning. Namnsorter är ej frökonstanta och kan inte fröförökas.

## Nyckel till arterna
1. Blommor trattlika och upprätta....C. miniata
1. Blommor rör- till klocklika och hängande.... 2.
2. Blad styva.... 3.
2. Blad mjuka.... 4.
3. Bladytan är sträv, kanterna kala med spetsig bladspets... C. mirabilis
3. Bladytan är kal, kanterna sträva med urnupen bladspets... C. nobilis
4. Saknar ovanjordiska stammar.... C. gardenii
4. Bildar ovanjordiska stammar.... 5.
5. Stammar till 300 cm. Blad till 90 cm med spetsig bladspets och gröna blomstjälkar.... C. caulescens
5. Stammar till 45 cm. Blad till 180 cm med rundad bladspets och rödaktiga unga blomstjälkar.... C. robusta

## Sammanfattning av arterna
Mönjeliljan (C. miniata) är lättast eftersom det är den enda arten med upprätta, trattlika blommor. Alla de andra har hängande, mer eller mindre klocklika blommor med gröna spetsar. Arten har relativt mjuka blad och kan bilda en kort ovanjordisk stam med luftrötter som äldre.
Kafferliljan (C. nobilis) har styva blad med sträv bladkant och urnupen spets, vilket är unikt för arten. Den bildar ingen stam som äldre. Ståndarna är cirka 5 mm längre än kronbladen.
Clivia caulescens har mjuka blad som är släta och spetsiga. Den bildar stam med luftrötter, som kan bli tre meter hög i naturen. Bladen kan bli 90 cm långa. Blomstjälken är grön. Vårblommande med cirka 3,5 cm långa blommor. Ståndarna är cirka 5 mm längre än kronbladen.
Clivia gardenii har mjuka, spetsiga blad utan stam. Blomstjälken är rödaktig till en början. Höst- och vinterblommande med 4–7 cm långa blommor. Ståndarna är cirka 5 mm längre än kronbladen.
Clivia mirabilis har styva, spetsiga blad med röd bladbas och sträv yta (men kala kanter). Till skillnad från de andra arterna har den en kraftig mittnerv på bladen. Den bildar inte stam. Den har tvåfärgade blommor i orange och gult, de gröna spetsarna bleknar. Ståndarna är inneslutna i blomman, vilket är unikt bland arterna med hängande blommor.
Clivia robusta är den största arten och har mjuka, släta blad med rundad spets. Bladen kan bli 180 cm långa. Den kan bilda en stam på upp till 45 cm. Blomstjälken är rödaktig som ung.